# Der Staatsanwalt hat das Wort: Das Gartenfest
Das Gartenfest ist ein deutscher Fernsehfilm von Vera Loebner aus dem Jahr 1974. Das kriminologische Fernsehspiel erschien als 33. Folge der Filmreihe Der Staatsanwalt hat das Wort.

## Handlung
Kraftfahrer Werner Jeschke ist nach Verbüßung einer Freiheitsstrafe zu seiner Frau und in seinen ehemaligen Betrieb zurückgekehrt. Er steigert sich in die Rolle des Gebrandmarkten und zu Unrecht Bestraften hinein, obwohl ihm alle Hilfe und Unterstützung bei seiner Wiedereingliederung zuteilwird. Anstatt sich auf jene zu stützen, die ihm helfen möchten, unterliegt er den Einflüsterungen von Georg Krampmann, einem jungen Mann, der sich selbst in ernste Konflikte mit der sozialistischen Gesellschaft verwickelt hat und wegen Unreife und Überheblichkeit vom Musikstudium ausgeschlossen wurde. Er leiht sein Ohr bürgerlichen Ideologen, bei denen er seine Arroganz theoretisch bestätigt sieht. Krampmann ist es auch, der Werner Jeschke zu dem gewaltsamen Angriff auf den ABV anstachelt, an dem er sich selbst beteiligt. So erhebt Jeschke seine Hand ausgerechnet gegen den Mann, der sich im Wohngebiet am meisten um ihn bemüht hat.

## Produktion
Das Gartenfest entstand 1974 im Zuständigkeitsbereich des DDR-Fernsehens, Bereich Unterhaltende Dramatik – HA: Polizeiruf/Staatsanwalt. 
Szenenbild: Heinz-Helmut Bruder; Kostüm: Ursula Rotte; Dramaturgie: Käthe Riemann; Kommentare: Peter Przybylski.